# Mesoplodon peruvianus
El zifio peruano o zifio menor (Mesoplodon peruvianus) es una especie de cetáceo odontoceto de la familia Ziphidae.
Es el más pequeño de los zifios y uno de los más recientemente descubiertos. Curiosamente, hubo al menos dos docenas de avistamientos de un zifio desconocido llamado Mesoplodon sp A, antes de la clasificación inicial, de los que ahora se cree que pudieron pertenecer a esta especie. Fue descrito por primera vez en 1991 en Perú, sobre la base de diez ejemplares varados y capturados en pesquerías.

## Descripción
La coloración general es gris oscuro en la parte superior y más claro por debajo. El cuerpo del zifio peruano destaca por su pedúnculo caudal inusualmente alto. Su hocico más bien corto. Los adultos de esta especie alcanzan alrededor de 3,4 y 3,7 m (entre 1,5 y 1,6 m al nacer). Es la especie más pequeña de Mesoplodon.

## Población y distribución
Se ha registrado en el Pacífico tropical oriental entre Baja California y el norte de Chile a través de avistamientos y varamientos. También existe un registro en Nueva Zelanda.